# Sericia anops
Sericia anops là một loài bướm đêm trong họ Erebidae.